# Anoplodactylus sandromagni
Anoplodactylus sandromagni är en havsspindelart som beskrevs av Krapp, F. 1996. Anoplodactylus sandromagni ingår i släktet Anoplodactylus och familjen Phoxichilidiidae. Inga underarter finns listade i Catalogue of Life.